# Organizzazione nazionale per lo sviluppo dei talenti eccezionali
L'Organizzazione nazionale per lo sviluppo dei talenti eccezionali (NODET; persiano: سازمان ملی پرورش استعدادهای درخشان Sāzmān-e Melli-ye Parvareŝ-e-ye Este'dādhā Deraxŝān, o سمپاد Sampad) è un'organizzazione iraniana che recluta gli studenti per le scuole medie e i licei attraverso una serie di esami in due fasi per ogni livello. L'organizzazione ha lo scopo di fornire un ambiente educativo unico per gli studenti di eccezionale talento.

## Storia
L'organizzazione fu fondata nel 1976 come National Iranian Organization for Gifted and Talented Education (NIOGATE). I docenti originari furono formati da un gruppo di educatori dagli Stati Uniti. Dopo la rivoluzione le scuole furono chiuse per alcuni anni, ma in seguito furono riaperte. Nel 1988 l'organizzazione è stata ribattezzata Organizzazione nazionale per lo sviluppo di talenti eccezionali. Il manager di NODET è stato Javad Ezhe'i dal 1988 al 2009, cui sono succeduti il Dr. Etemadi e il Dr. Ghaffari e Mohajerani.

## Struttura
Le scuole NODET, come le altre scuole iraniane, sono separate per genere. Le scuole femminili sono generalmente chiamate Scuole Farzanegan, mentre le scuole maschili hanno nomi diversi nelle diverse città.

## Riconoscimenti ed ex studenti
Gli studenti NODET hanno la reputazione di avere successo in vari esami e concorsi come Konkour (esame di ammissione alle università nazionali iraniane), Olimpiadi scientifiche e letterarie, Premio internazionale Khawrazmi e Competizioni RoboCup. Gli studenti NODET hanno vinto più di 250 medaglie alle Olimpiadi internazionali della scienza. Tra gli ex alunni di NODET ci sono molti accademici e individui di successo. Un esempio ben noto è stata la Prof. Maryam Mirzakhani, professore di matematica alla Stanford University, che è stata la prima donna e la prima iraniana ad essere insignita della Medaglia Fields Fields Medal (il premio più prestigioso in matematica). Una larga parte dei laureati NODET è ammessa in università straniere negli Stati Uniti, Canada, Australia e UE.

## Ammissione alle scuole
L'ammissione alle scuole NODET è selettiva e basata ogni anno su un esame di ammissione completo a livello nazionale per gli studenti di grado 5 (scuola elementare) e grado 9 (scuola media). È richiesto un GPA minimo di 19 (su 20) per partecipare all'esame di ammissione. Agli studenti ammessi alla scuola media o alle prime classi superiori (Anno 7-9) viene automaticamente offerto un posto nelle scuole superiori o nelle successive classi delle superiori (Anno 10-12) a meno che non abbiano prestazioni inferiori. Esiste tuttavia un esame per riempire i posti nelle scuole superiori alla fine dell'anno 9. L'esame di ammissione a ciascun livello include 4 domande scritte a scelta per testare l'intelligenza e le abilità matematiche e scientifiche dei candidati in base a ciò che hanno studiato negli anni precedenti. Le fonti delle domande non sono note.
Statisticamente, meno dell'1% dei candidati è stato scelto per entrare nelle 99 scuole medie e 98 scuole superiori in tutto il paese. Nel 2006 hanno fatto domanda 87.081 ragazzi e 83.596 ragazze di 56 città, 6.888 studenti sono stati accettati per le scuole medie del 2007. Nel 2019, oltre 174.000 candidati hanno presentato domanda per le scuole NODET di 7° grado (scuola media inferiore) e 17.223 sono stati ammessi. Nello stesso anno, oltre 132.000 candidati hanno presentato domanda per un posto nel 10° grado (scuole superiori) e solo 11.867 hanno ricevuto un posto.
Lo stile delle domande varia notevolmente ogni anno. Alcune domande descrivono un particolare fenomeno e i suoi problemi correlati, quindi agli studenti è  richiesto di fornire soluzioni e ragionamenti. La valutazione delle risposte non si baserà sulla scelta, ma sul motivo descritto, cercando di distinguere gli studenti con capacità di ragionamento superiori. In un altro tipo di domande atipiche, gli studenti ricevono una breve introduzione su un certo argomento scientifico complesso, che la maggior parte degli studenti non ha presumibilmente familiare. Successivamente, agli studenti è stato chiesto di risolvere un determinato problema utilizzando calcoli matematici, ragionamenti o il loro buon senso.
Le statistiche indicano che gli alunni NODET di solito proseguono l'istruzione superiore fino al livello post laurea.